# Thecabius lysimachiae
Thecabius lysimachiae är en insektsart som beskrevs av Carl Julius Bernhard Börner 1916. Enligt Catalogue of Life ingår Thecabius lysimachiae i släktet Thecabius och familjen långrörsbladlöss, men enligt Dyntaxa är tillhörigheten istället släktet Thecabius och familjen pungbladlöss. Arten är reproducerande i Sverige. Inga underarter finns listade i Catalogue of Life.